# Gran Premio motociclistico d'Olanda 1995
Il Gran Premio motociclistico d'Olanda 1995 fu il settimo appuntamento del motomondiale 1995.
Si svolse il 24 giugno 1995 sul TT Circuit Assen di Assen nei Paesi Bassi e vide le vittorie di Mick Doohan nella classe 500, di Max Biaggi nella classe 250, di Dirk Raudies nella classe 125, dell'equipaggio Darren Dixon-Andy Hetherington nella classe sidecar e di Udo Mark nel Thunderbike Trophy.

## Classe 500

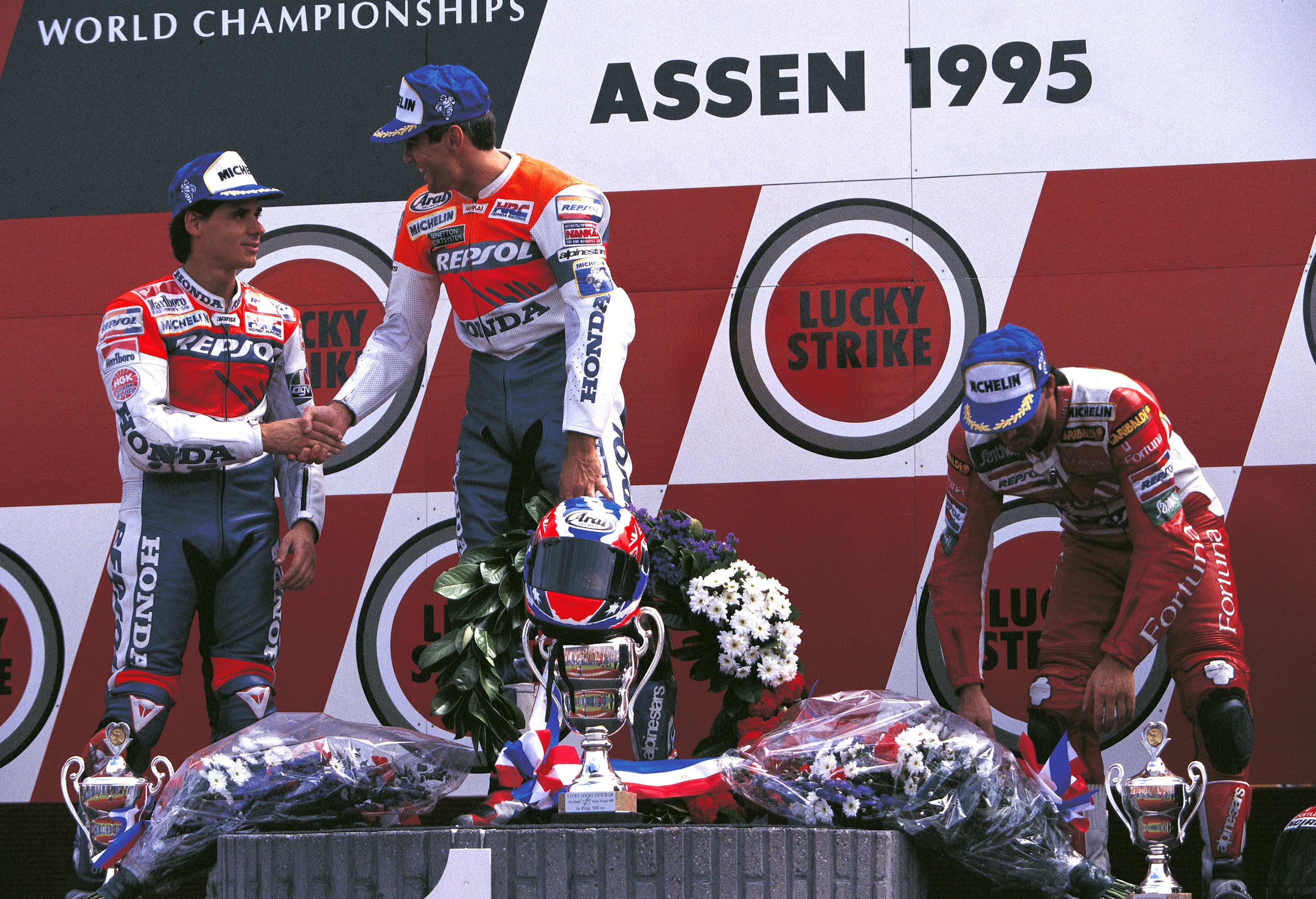
Il podio della classe 500, composto da: Crivillé (secondo), Doohan (primo) e Puig (terzo)

Il pilota in testa alla classifica del mondiale fino a quel momento, Daryl Beattie su Suzuki, non ha preso il via a causa di un incidente occorso nelle prove; in questo modo Doohan, ottenendo la vittoria in sella alla sua Honda, ha riguadagnato la testa della classifica. I primi cinque posti sono stati tutti ad appannaggio di piloti dotati di motocicletta Honda.

### Arrivati al traguardo
| Pos. | Nº | Pilota               | Squadra                  | Motocicletta  | Giri | Tempo     | Griglia | Punti |
| ---- | -- | -------------------- | ------------------------ | ------------- | ---- | --------- | ------- | ----- |
| 1º   | 1  | Mick Doohan          | Repsol Honda             | Honda         | 20   | 41:27.422 | 2       | 25    |
| 2º   | 6  | Àlex Crivillé        | Repsol Honda             | Honda         | 20   | +0.114    | 1       | 20    |
| 3º   | 5  | Alberto Puig         | Fortuna-Honda-Pons       | Honda         | 20   | +0.596    | 4       | 16    |
| 4º   | 65 | Loris Capirossi      | Marlboro Team Pileri     | Honda         | 20   | +5.618    | 3       | 13    |
| 5º   | 9  | Alex Barros          | Barros-Kanemoto-Honda    | Honda         | 20   | +12.455   | 7       | 11    |
| 6º   | 17 | Norifumi Abe         | Marlboro Team Roberts    | Yamaha        | 20   | +15.300   | 5       | 10    |
| 7º   | 2  | Luca Cadalora        | Marlboro Team Roberts    | Yamaha        | 20   | +30.740   | 10      | 9     |
| 8º   | 7  | Shin'ichi Itō        | Repsol Honda             | Honda         | 20   | +38.470   | 9       | 8     |
| 9º   | 13 | Loris Reggiani       | Aprilia Racing           | Aprilia       | 20   | +52.644   | 11      | 7     |
| 10º  | 19 | Juan Borja           | Roc N.R.J.               | ROC Yamaha    | 20   | +52.655   | 12      | 6     |
| 11º  | 11 | Bernard Garcia       | Team ROC                 | ROC Yamaha    | 20   | +54.512   | 13      | 5     |
| 12º  | 45 | Scott Russell        | Lucky Strike Suzuki      | Suzuki        | 20   | +59.550   | 6       | 4     |
| 13º  | 25 | Neil Hodgson         | World Champ. Motorsports | ROC Yamaha    | 20   | +1:17.812 | 15      | 3     |
| 14º  | 69 | James Haydon         | Harris Grand Prix        | Harris Yamaha | 20   | +1:18.396 | 14      | 2     |
| 15º  | 14 | Adrian Bosshard      | Thommen Elf Racing       | ROC Yamaha    | 20   | +1:22.784 | 17      | 1     |
| 16º  | 23 | Eugene McManus       | Padgetts Racing          | Harris Yamaha | 20   | +1:31.811 | 23      |       |
| 17º  | 20 | Cristiano Migliorati | Harris Grand Prix        | Harris Yamaha | 20   | +1:51.854 | 18      |       |
| 18º  | 10 | Jeremy McWilliams    | Team Millar              | Yamaha        | 19   | +1 giro   | 16      |       |
| 19º  | 27 | Andrew Stroud        | Team Marco Papa          | ROC Yamaha    | 19   | +1 giro   | 26      |       |
| 20º  | 21 | Bernard Haenggeli    | Haenggeli Racing         | ROC Yamaha    | 19   | +1 giro   | 22      |       |
| 21º  | 22 | Lucio Pedercini      | Team Pedercini           | ROC Yamaha    | 19   | +1 giro   | 27      |       |

### Ritirati
| Nº | Pilota              | Squadra           | Motocicletta  | Giri | Griglia |
| -- | ------------------- | ----------------- | ------------- | ---- | ------- |
| 28 | Bruno Bonhuil       | M.T.D.            | ROC Yamaha    | 10   | 19      |
| 51 | Jean Pierre Jeandat | Jpj Paton         | Paton         | 10   | 21      |
| 37 | Frédéric Protat     | FP Racing         | ROC Yamaha    | 5    | 24      |
| 8  | Sean Emmett         | Harris Grand Prix | Harris Yamaha | 2    | 25      |
| 24 | Scott Gray          | Starsport         | Harris Yamaha | 2    | 28      |
| 26 | Jim Filice          | Padgetts Racing   | Harris Yamaha | 1    | 30      |
| 74 | Cees Doorakkers     |                   | Harris Yamaha | 1    | 29      |

### Non partiti
| Nº | Pilota        | Squadra             | Motocicletta | Griglia |
| -- | ------------- | ------------------- | ------------ | ------- |
| 44 | Marc Garcia   | DR Team Shark       | ROC Yamaha   | 20      |
| 4  | Daryl Beattie | Lucky Strike Suzuki | Suzuki       | 8       |

## Classe 250
Con il principale rivale Tetsuya Harada che non ha preso il via a causa dei postumi di un incidente (braccio fratturato), Max Biaggi ha ottenuto la vittoria e il giro veloce in gara dopo aver anche conquistato la pole position. È stata questa la quarta vittoria stagionale, in una gara che è stata caratterizzata anche dalle condizioni atmosferiche molto variabili.

### Arrivati al traguardo
| Pos. | Nº | Pilota                    | Squadra              | Motocicletta | Giri | Tempo     | Griglia | Punti |
| ---- | -- | ------------------------- | -------------------- | ------------ | ---- | --------- | ------- | ----- |
| 1º   | 1  | Max Biaggi                | Chesterfield Aprilia | Aprilia      | 18   | 38:24.532 | 1       | 25    |
| 2º   | 28 | Ralf Waldmann             | HB Honda Germany     | Honda        | 18   | +4.622    | 4       | 20    |
| 3º   | 2  | Tadayuki Okada            | Team HRC             | Honda        | 18   | +4.896    | 3       | 16    |
| 4º   | 6  | Jean-Philippe Ruggia      | Elf-Honda-Tech 3     | Honda        | 18   | +17.434   | 5       | 13    |
| 5º   | 25 | Kenny Roberts Jr          | Marlboro Team Rainey | Yamaha       | 18   | +27.654   | 11      | 11    |
| 6º   | 17 | Jurgen van den Goorbergh  | Maxell Team Global   | Honda        | 18   | +28.495   | 10      | 10    |
| 7º   | 10 | Nobuatsu Aoki             | Blumex Rheos Racing  | Honda        | 18   | +40.310   | 17      | 9     |
| 8º   | 39 | Alessandro Gramigni       | Givi Racing          | Honda        | 18   | +50.775   | 14      | 8     |
| 9º   | 9  | Luis d'Antín              | MX Onda-S.S.P. Comp. | Honda        | 18   | +50.893   | 18      | 7     |
| 10º  | 29 | Jürgen Fuchs              | HB Honda Germany     | Honda        | 18   | +50.899   | 15      | 6     |
| 11º  | 12 | Carlos Checa              | Fortuna-Honda-Pons   | Honda        | 18   | +52.900   | 13      | 5     |
| 12º  | 5  | Niall Mackenzie           | Docshop Racing       | Aprilia      | 18   | +1:00.732 | 25      | 4     |
| 13º  | 22 | Adolf Stadler             | Veitinger            | Aprilia      | 18   | +1:08.072 | 20      | 3     |
| 14º  | 16 | Patrick van den Goorbergh | Docshop Racing       | Aprilia      | 18   | +1:11.820 | 12      | 2     |
| 15º  | 21 | Gregorio Lavilla          | MX Onda-S.S.P. Comp. | Honda        | 18   | +1:14.067 | 26      | 1     |
| 16º  | 24 | Bernd Kassner             | Team Munich          | Aprilia      | 18   | +1:48.256 | 29      |       |
| 17º  | 32 | Pere Riba                 | Bjc Racing           | Aprilia      | 18   | +1:50.679 | 27      |       |
| 18º  | 75 | Maurice Bolwerk           |                      | Honda        | 18   | +2:20.033 | 31      |       |
| 19º  | 31 | Miguel Ángel Castilla     | Troll 10x10 Repsol   | Yamaha       | 18   | +2:42.590 | 30      |       |
| 20º  | 74 | Rudie Markink             |                      | Yamaha       | 17   | +1 giro   | 32      |       |
| 21º  | 77 | Frank van Zutphen         |                      | Aprilia      | 17   | +1 giro   | 33      |       |
| 22º  | 76 | Rudy Mulder               |                      | Yamaha       | 17   | +1 giro   | 34      |       |

### Ritirati
| Nº | Pilota             | Squadra              | Motocicletta | Giri | Griglia |
| -- | ------------------ | -------------------- | ------------ | ---- | ------- |
| 8  | Jean-Michel Bayle  | Chesterfield Aprilia | Aprilia      | 17   | 7       |
| 3  | Takeshi Tsujimura  | Fcc Technical Sports | Honda        | 17   | 16      |
| 15 | Oliver Petrucciani | Edo Racing           | Aprilia      | 17   | 19      |
| 11 | Wilco Zeelenberg   | Honda Team Agostini  | Honda        | 17   | 22      |
| 55 | Régis Laconi       | Equipe De France GP  | Honda        | 15   | 24      |
| 30 | José Luis Cardoso  | PR2 Aprilia          | Aprilia      | 13   | 21      |
| 23 | Luis Maurel        | Maurel Competicion   | Honda        | 10   | 28      |
| 27 | Sadanori Hikita    | Maxell Team Global   | Honda        | 4    | 23      |
| 19 | Olivier Jacque     | Elf-Honda-Tech 3     | Honda        | 2    | 6       |
| 13 | Eskil Suter        | Mohag Aprilia        | Aprilia      | 2    | 9       |
| 18 | Roberto Locatelli  | Aprilia Racing       | Aprilia      | 2    | 8       |

### Non partito
| Nº | Pilota         | Squadra              | Motocicletta | Griglia |
| -- | -------------- | -------------------- | ------------ | ------- |
| 7  | Tetsuya Harada | Marlboro Team Rainey | Yamaha       | 2       |

## Classe 125

### Arrivati al traguardo
| Pos. | Nº | Pilota             | Squadra               | Motocicletta | Giri | Tempo     | Griglia | Punti |
| ---- | -- | ------------------ | --------------------- | ------------ | ---- | --------- | ------- | ----- |
| 1º   | 4  | Dirk Raudies       | HB Team Raudies       | Honda        | 17   | 38:50.272 | 11      | 25    |
| 2º   | 5  | Peter Öttl         | Marlboro-Aprilia-Eckl | Aprilia      | 17   | +4.878    | 6       | 20    |
| 3º   | 14 | Akira Saito        | Docshop Racing        | Honda        | 17   | +5.010    | 2       | 16    |
| 4º   | 1  | Kazuto Sakata      | Krona-Aprilia         | Aprilia      | 17   | +5.398    | 4       | 13    |
| 5º   | 12 | Haruchika Aoki     | Blumex Rheos Racing   | Honda        | 17   | +5.688    | 7       | 11    |
| 6º   | 10 | Herri Torrontegui  | Pit Lane Racing       | Honda        | 17   | +6.604    | 5       | 10    |
| 7º   | 7  | Stefano Perugini   | Ipa Aprilia           | Aprilia      | 17   | +6.618    | 12      | 9     |
| 8º   | 9  | Hideyuki Nakajō    | Jha Racing            | Honda        | 17   | +7.115    | 1       | 8     |
| 9º   | 20 | Tomomi Manako      | Fcc Technical Sports  | Honda        | 17   | +8.098    | 10      | 7     |
| 10º  | 17 | Gianluigi Scalvini | Ipa Aprilia           | Aprilia      | 17   | +27.376   | 16      | 6     |
| 11º  | 21 | Tomoko Igata       | Fcc Technical Sports  | Honda        | 17   | +29.970   | 20      | 5     |
| 12º  | 19 | Yoshiaki Katō      | Aspar Cepsa           | Yamaha       | 17   | +30.239   | 22      | 4     |
| 13º  | 23 | Manfred Geissler   | Marlboro-Aprilia-Eckl | Aprilia      | 17   | +39.372   | 18      | 3     |
| 14º  | 38 | Luigi Ancona       | Scot-San Patrignano   | Honda        | 17   | +39.441   | 23      | 2     |
| 15º  | 63 | Josep Sardá        | Europa Zwafink        | Honda        | 17   | +42.818   | 24      | 1     |
| 16º  | 32 | Hiroyuki Kikuchi   | Elf Team Kepla        | Honda        | 17   | +50.163   | 25      |       |
| 17º  | 40 | Massimo d'Agnano   | Scuderia Alfa Ducados | Aprilia      | 17   | +1:02.541 | 27      |       |
| 18º  | 24 | Gabriele Debbia    | Debbia Team Semprucci | Yamaha       | 17   | +1:02.846 | 26      |       |
| 19º  | 11 | Stefan Prein       | Energizer Elf/Prein   | Honda        | 17   | +1:13.064 | 28      |       |
| 20º  | 74 | Bas Den Breejen    |                       | Honda        | 17   | +1:28.254 | 30      |       |
| 21º  | 80 | Marcel Nooren      |                       | Honda        | 17   | +2:02.249 | 32      |       |
| 22º  | 76 | Rob Filart         |                       | Honda        | 16   | +1 giro   | 33      |       |
| 23º  | 77 | Peter Den Heyer    |                       | Yamaha       | 16   | +1 giro   | 34      |       |

### Ritirati
| Nº | Pilota            | Squadra                | Motocicletta | Giri | Griglia |
| -- | ----------------- | ---------------------- | ------------ | ---- | ------- |
| 8  | Masaki Tokudome   | Ditter Plastic         | Aprilia      | 16   | 9       |
| 37 | Ken Miyasaka      | Jha Racing             | Honda        | 16   | 14      |
| 31 | Stefan Kurfiss    | Scott-Attac!           | Aprilia      | 15   | 13      |
| 29 | Yoshiyuki Sugai   | Racing Supply          | Honda        | 15   | 19      |
| 26 | Emilio Alzamora   | Scot-San Patrignano    | Honda        | 10   | 3       |
| 2  | Noboru Ueda       | Givi Racing            | Honda        | 10   | 8       |
| 18 | Oliver Koch       | Ditter Plastic         | Aprilia      | 6    | 15      |
| 6  | Jorge Martinez    | Aspar Cepsa            | Yamaha       | 5    | 21      |
| 22 | Andrea Ballerini  | Krona-Aprilia          | Aprilia      | 0    | 29      |
| 28 | Takehiro Yamamoto | Moto Bum Team Harc Pro | Honda        | 0    | 17      |

## Classe sidecar
La gara di Assen, terza prova per questa classe, vede un podio tutto britannico e la seconda vittoria stagionale di Darren Dixon e Andy Hetherington; problemi al motore hanno invece costretto al ritiro due equipaggi in lizza per la vittoria: Paul/Charly Güdel e Rolf Biland/Kurt Waltisperg.
In classifica si consolida la leadership di Dixon-Hetherington, in testa con 70 punti e 19 lunghezze di vantaggio su Abbott-Tailford; ancora a zero Biland e Waltisperg, campioni in carica.

### Arrivati al traguardo (posizioni a punti)[3]
| Pos. | Pilota             | Passeggero              | Moto          | Giri | Tempo     | Punti |
| ---- | ------------------ | ----------------------- | ------------- | ---- | --------- | ----- |
| 1º   | Darren Dixon       | Andy Hetherington       | Windle-ADM    | 17   | 37'08.358 | 25    |
| 2º   | Steve Abbott       | Julian Tailford         | Windle-ADM    | 17   | +5.222    | 20    |
| 3º   | Derek Brindley     | Paul Hutchinson         | LCR-Honda     | 17   | +24.956   | 16    |
| 4º   | Klaus Klaffenböck  | Christian Parzer        | Windle-BRM    | 17   | +39.009   | 13    |
| 5º   | Markus Bösiger     | Jürg Egli               | LCR-ADM       | 17   | +50.883   | 11    |
| 6º   | Barry Brindley     | Scott Whiteside         | LCR-Yamaha    |      |           | 10    |
| 7º   | Yoshisada Kumagaya | Trevor Hopkinson        | LCR-Endurance |      |           | 9     |
| 8º   | Jukka Lauslehto    | Hannu Metsäranta        | LCR-ADM       |      |           | 8     |
| 9º   | Billy Gällros      | Peter Berglund          | LCR-NGK       |      |           | 7     |
| 10º  | Benny Janssen      | Frans Geurts van Kessel | LCR-Honda     |      |           | 6     |
| 11º  | André Vögeli       | Hansueli Wickli         | LCR-ADM       |      |           | 5     |
| 12º  | Markus Schlosser   | Adolf Hänni             | LCR-ADM       |      |           | 4     |
| 13º  | Kevin Webster      | Harry Hofsteenge        | LCR-Honda     |      |           | 3     |
| 14º  | Markus Neumann     | Peter Höss              | LCR-Yamaha    |      |           | 2     |
| 15º  | Harry Smit         | Herman den Hartog       | LCR-Krauser   |      |           | 1     |

## Thunderbike Trophy

### Arrivati al traguardo
| Pos. | Nº | Pilota                | Motocicletta | Giri | Tempo     | Punti |
| ---- | -- | --------------------- | ------------ | ---- | --------- | ----- |
| 1º   | 17 | Udo Mark              | Kawasaki     | 15   | 33'50.510 | 25    |
| 2º   | 61 | Jeffry de Vries       | Yamaha       | 15   | +0.051    | 20    |
| 3º   | 1  | Yves Briguet          | Honda        | 15   | +0.278    | 16    |
| 4º   | 7  | Stéphane Mertens      | Honda        | 15   | +0.358    | 13    |
| 5º   | 3  | Fred Bayens           | Honda        | 15   | +4.414    | 11    |
| 6º   | 60 | Eric Mahé             | Honda        | 15   | +4.611    | 10    |
| 7º   | 2  | Christian Zwedorn     | Honda        | 15   | +5.140    | 9     |
| 8º   | 18 | Enrique de Juan       | Honda        | 15   | +5.364    | 8     |
| 9º   | 12 | Rubén Xaus            | Honda        | 15   | +22.351   | 7     |
| 10º  | 8  | Wilco Zeelenberg      | Honda        | 15   | +22.544   | 6     |
| 11º  | 14 | Óscar Sainz           | Kawasaki     | 15   | +24.646   | 5     |
| 12º  | 4  | Idalio Gavira         | Honda        | 15   | +25.174   | 4     |
| 13º  | 62 | Johnny Verwijst       | Yamaha       | 15   | +42.530   | 3     |
| 14º  | 63 | Harry Van Beek        | Honda        | 15   | +42.627   | 2     |
| 15º  | 10 | Giovanni Bussei       | Bimota       | 15   | +43.107   | 1     |
| 16º  | 64 | Wim Theunissen        | Kawasaki     | 15   | +43.476   |       |
| 17º  | 9  | Phillip McCallen      | Honda        | 15   | +44.510   |       |
| 18º  | 15 | Iain MacPherson       | Honda        | 15   | +51.608   |       |
| 19º  | 65 | Leo Planken           | Yamaha       | 15   | +52.326   |       |
| 20º  | 22 | Jean Foray            | Bimota       | 15   | +54.164   |       |
| 21º  | 28 | Urs Schneider         | Honda        | 15   | +1'09.440 |       |
| 22º  | 66 | Paul Hoogenboom       | Kawasaki     | 15   | +1'10.430 |       |
| 23º  | 16 | Marco Risitano        | Bimota       | 15   | +1'14.827 |       |
| 24º  | 67 | Raymond van der Molen | Yamaha       | 15   | +1'24.518 |       |
| 25º  | 68 | Gerard Van der Wal    | Kawasaki     | 15   | +1'51.124 |       |
| 26º  | 27 | Theo Dietlin          | Honda        | 15   | +2'27.472 |       |

### Ritirato
| Nº | Pilota        | Motocicletta | Giri |
| -- | ------------- | ------------ | ---- |
| 26 | Yuichi Takeda | Honda        | 7    |